# Okręty desantowe typu Whidbey Island
Okręty desantowe typu Whidbey Island – typ ośmiu amerykańskich okrętów desantowych-doków (LSD, ang. Landing Ship Dock) zbudowanych dla United States Navy w latach 80. XX wieku. Okręty pełnią służbę równolegle z należącymi do tej samej klasy jednostkami typu Harpers Ferry.
Okręty typu Whidbey Island mogą transportować do 504 Marines, a na ich wyposażeniu znajdują się cztery poduszkowce LCAC. Dodatkowo na pokładzie okrętów znajduje się lądowisko dla śmigłowca.

## Okręty
| Nazwa            | Numer  | Stocznia              | Lata służby | Źródła |
| ---------------- | ------ | --------------------- | ----------- | ------ |
| "Whidbey Island" | LPD-41 | Lockheed Shipbuilding | od 1985     | [ 1 ]  |
| „Germantown”     | LSD-42 | Lockheed Shipbuilding | od 1986     | [ 2 ]  |
| „Fort McHenry”   | LSD-43 | Lockheed Shipbuilding | od 1987     | [ 3 ]  |
| „Gunston Hall”   | LSD-44 | Avondale Shipyard     | od 1989     | [ 4 ]  |
| „Comstock”       | LSD-45 | Avondale Shipyard     | od 1990     | [ 5 ]  |
| „Tortuga”        | LSD-46 | Avondale Shipyard     | od 1990     | [ 6 ]  |
| „Rushmore”       | LSD-47 | Avondale Shipyard     | od 1991     | [ 7 ]  |
| „Ashland”        | LSD-48 | Avondale Shipyard     | od 1992     | [ 8 ]  |